# White pudding

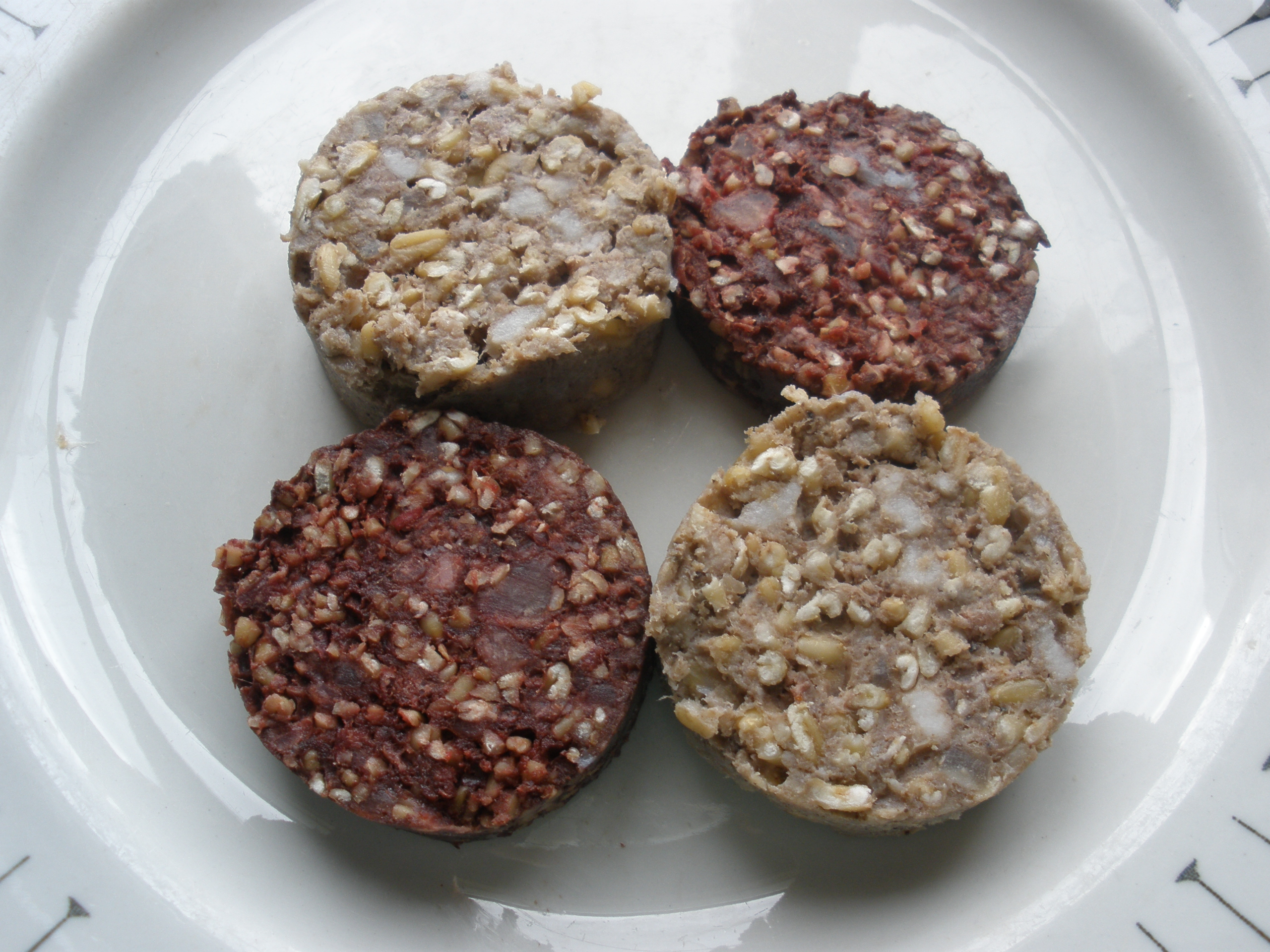
Plakken Ierse black en white pudding.

White pudding (witte pudding) is een in Ierland en het Verenigd Koninkrijk gegeten worstproduct. Het maakt daar deel uit van het traditional breakfast. White pudding lijkt veel op bloedworst, maar er zit geen bloed in. Het bestaat uit varkensvlees, varkensvet, niervet, brood en havermout, gerold in een grote worst. De samenstelling varieert. De worst bevat niet al te veel vlees en er bestaan ook vegetarische varianten. De worst wordt voor het serveren in z'n geheel gekookt of in plakken gesneden en gebakken. 